# Bádminton en los Juegos Europeos de Minsk 2019
El torneo de bádminton en los II Juegos Europeos se realizó en el Club Falcon de Minsk (Bielorrusia) del 24 al 30 de junio de 2019.
En total fueron disputadas en este deporte 5 pruebas diferentes, 2 masculinas, 2  femeninas y 1 mixta.

## Medallistas
| Evento                             | Oro                                                | Plata                                                      | Bronce                                                                            |
| ---------------------------------- | -------------------------------------------------- | ---------------------------------------------------------- | --------------------------------------------------------------------------------- |
| Individual masculino (30 de junio) | Anders Antonsen · Dinamarca                        | Brice Leverdez · Francia                                   | Misha Zilberman · Israel Raul Must · Estonia                                      |
| Doble masculino (29 de junio)      | Marcus Ellis · Christopher Langridge · Reino Unido | Kim Astrup Sørensen · Anders Skaarup Rasmussen · Dinamarca | Vladimir Ivanov · Ivan Sozonov · Rusia Jelle Maas · Robin Tabeling · Países Bajos |
| Individual femenino (30 de junio)  | Mia Blichfeldt · Dinamarca                         | Kirsty Gilmour · Reino Unido                               | Line Kjærsfeldt · Dinamarca Yevgueniya Kosetskaya · Rusia                         |
| Doble femenino (29 de junio)       | Selena Piek · Cheryl Seinen · Países Bajos         | Chloe Birch · Lauren Smith · Reino Unido                   | Yekaterina Bolotova · Alina Davletova · Rusia Émilie Lefel · Anne Tran · Francia  |
| Doble mixto (30 de junio)          | Marcus Ellis · Lauren Smith · Reino Unido          | Chris Adcock · Gabrielle Adcock · Reino Unido              | Thom Gicquel · Delphine Delrue · Francia Sam Magee · Chloe Magee · Irlanda        |

## Medallero
| Núm. | País         | Oro | Plata | Bronce | Total |
| ---- | ------------ | --- | ----- | ------ | ----- |
| 1    | Reino Unido  | 2   | 3     | 0      | 5     |
| 2    | Dinamarca    | 2   | 1     | 1      | 4     |
| 3    | Países Bajos | 1   | 0     | 1      | 2     |
| 4    | Francia      | 0   | 1     | 2      | 3     |
| 5    | Rusia        | 0   | 0     | 3      | 3     |
| 6    | Estonia      | 0   | 0     | 1      | 1     |
| 6    | Irlanda      | 0   | 0     | 1      | 1     |
| 6    | Israel       | 0   | 0     | 1      | 1     |
|      | TOTAL        | 5   | 5     | 10     | 20    |